# Makran

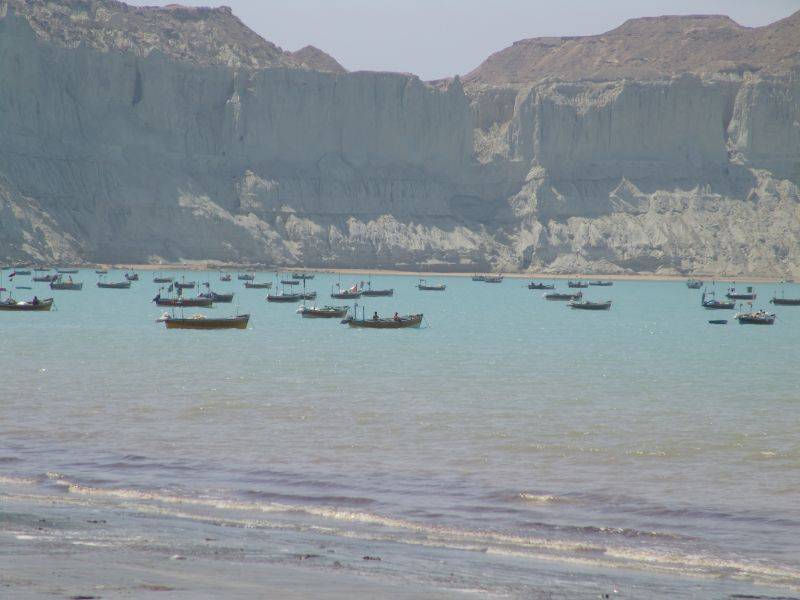
Steilküste bei Gwadar

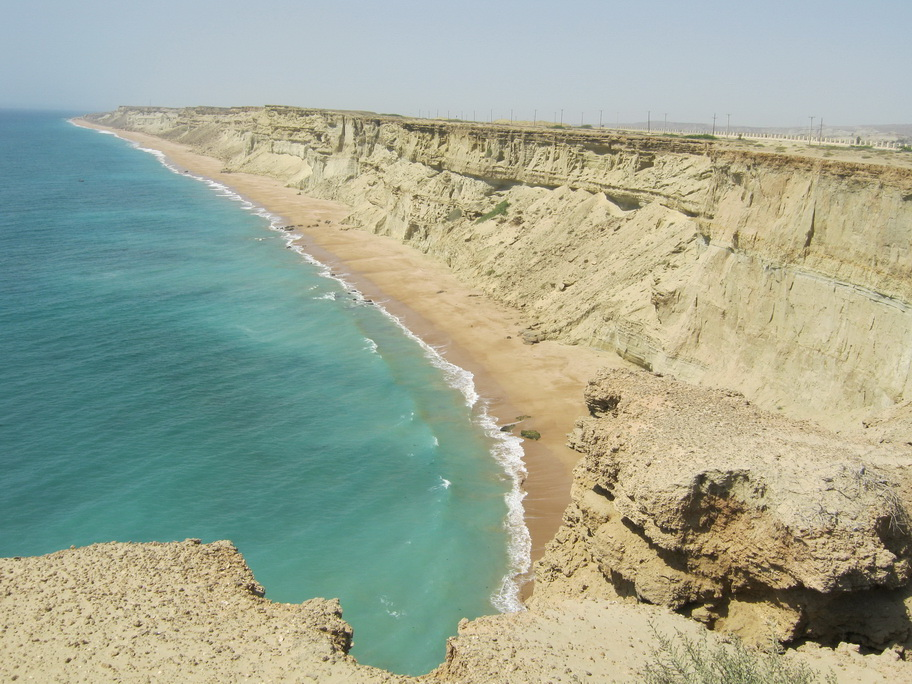
Steilküste im iranischen Teil Makrans

Makran (persisch مکران, DMG Makrān), das antike Gedrosien, ist eine halbwüstenartige Region, die sich – heute halb zu Pakistan, halb zu Iran gehörend – entlang des Arabischen Meeres erstreckt und in neuerer Zeit eher als (Teil von) Belutschistan bekannt ist.

## Name
Vermutlich lässt sich der Name Makran (auch Mukran) von māhī-ḫurān („Fischesser“) ableiten. Er wäre somit die persische Übersetzung der Bezeichnung Ichthyophagoi, welche die alten Griechen für die Bewohner der Küste Gedrosiens gebrauchten.
Wahrscheinlich ist auch eine Verbindung zu Magan, einem Land, mit dem die frühen Mesopotamier Handel trieben, oder zu der aus altpersischen Inschriften bekannten Satrapie Maka.

## Lage und Geographie

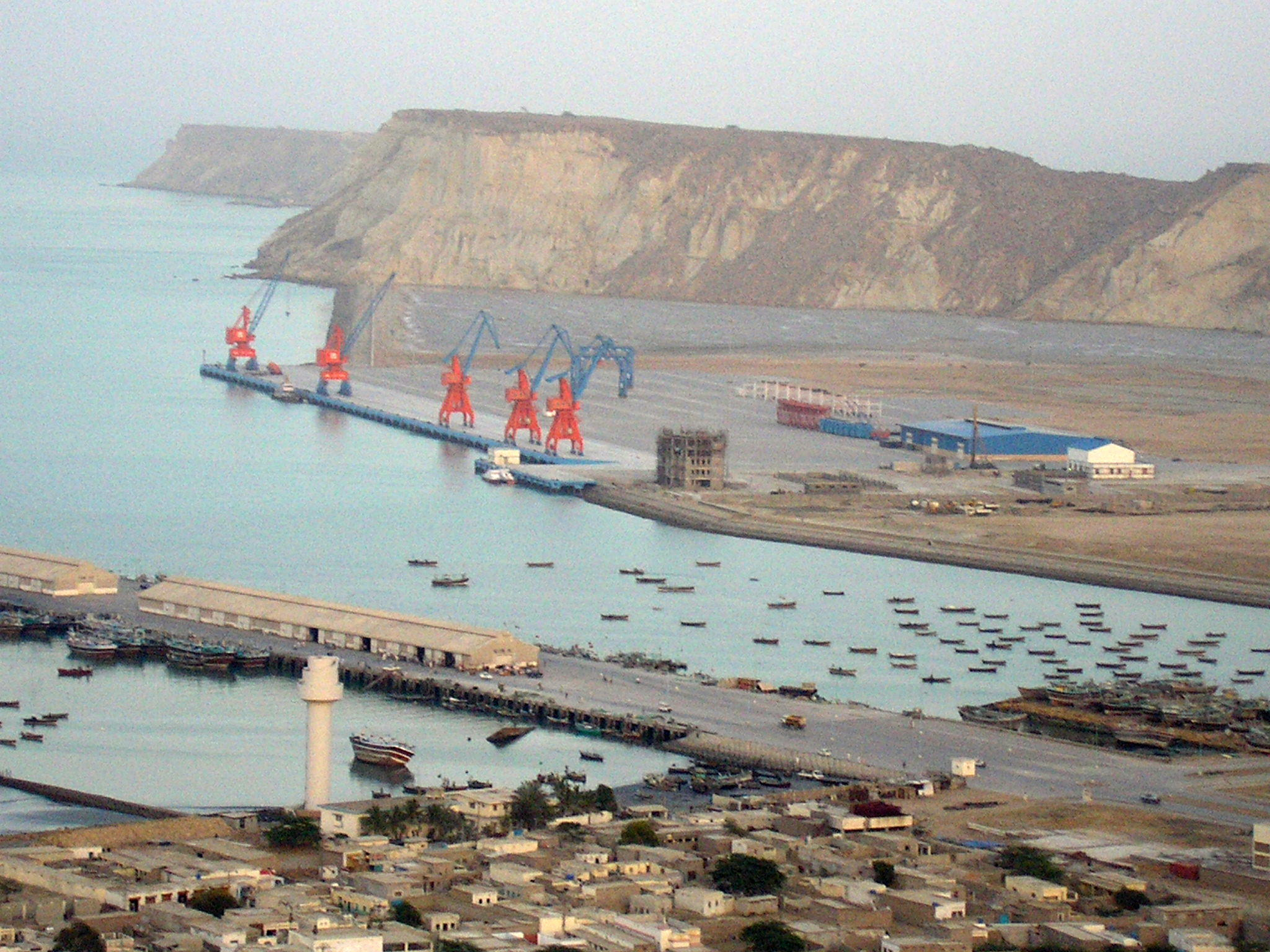
Hafen Gwadars

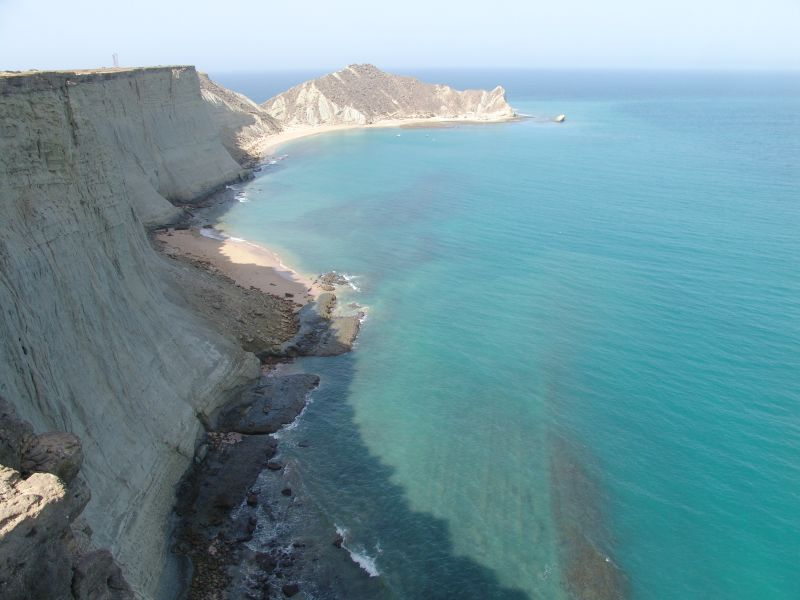
Klippen der Astola-Insel

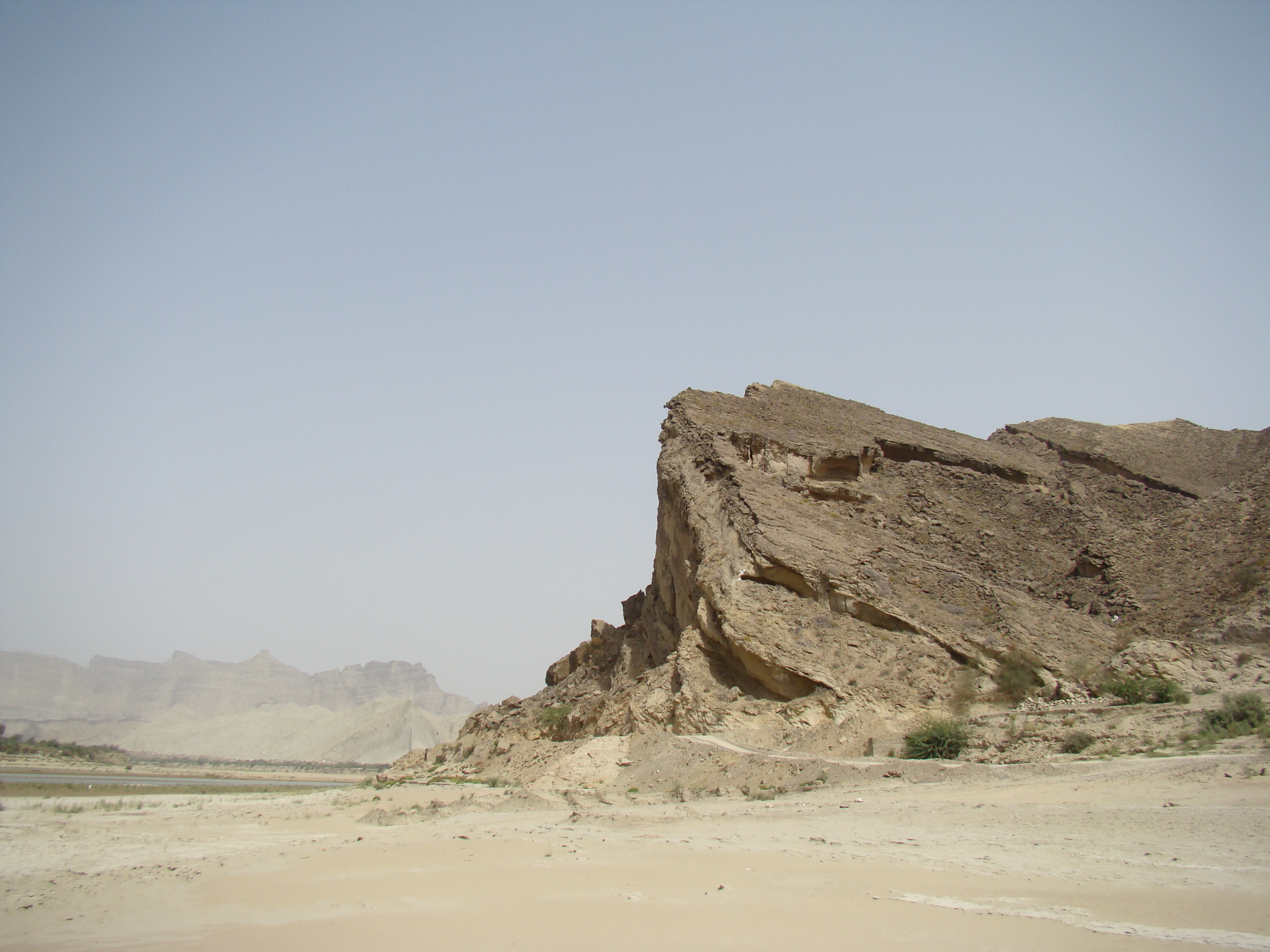
Felsige Landschaft in Makrans Hingol-Nationalpark

### Küstengebiet
Die Makran-Küste beginnt im Westen, am Golf von Oman, ungefähr beim Kap Dschask in der iranischen Provinz Hormozgan, und erstreckt sich in östlicher Richtung etwa bis zur Sonmiani-Bucht (circa 25 Kilometer nördlich von Karatschi). Rund 650 km des insgesamt etwa 1000 km langen Küstenstreifens gehören somit zur pakistanischen Belutschistan-Provinz, der Rest zur iranischen Provinz Sistan und Belutschistan.
Makran ist auf Grund seiner extremen geologischen und klimatischen Bedingungen nur dünn besiedelt. Die überwiegend aus muslimischen, iranischsprachigen Belutschen bestehende Bevölkerung ist in Fischerdörfern und einigen größeren Küstenstädten konzentriert. Letztere sind von West nach Ost Konarak und die Freihandelszone Tschahbahar im Iran sowie Dschiwani, Gwadar, Pasni und Ormara in Pakistan. Von den natürlichen Häfen Tschahbahars, Gwadars und Pasnis sind die beiden ersteren als Hauptzugänge ihrer Länder zum Indischen Ozean von großer strategischer Bedeutung für die ganze Region. Es handelt sich um miteinander konkurrierende Tiefwasserhäfen, deren Ausbau von China bzw. Indien gefördert wird.
Vor Pasni liegt mit Astola die einzige größere Insel Makrans. In den Lagunen und Buchten, welche die gesamte Küste kennzeichnen, befinden sich zum Teil Mangrovenwälder und Nistplätze mehrerer bedrohter Schildkrötenarten. Im pakistanischen Teil liegt am Hingol-Fluss der Hingol-Nationalpark. Er wurde im Jahre 1997 gegründet und umfasst als größter Nationalpark des Landes eine Gesamtfläche von circa 6100 km².

### Inland

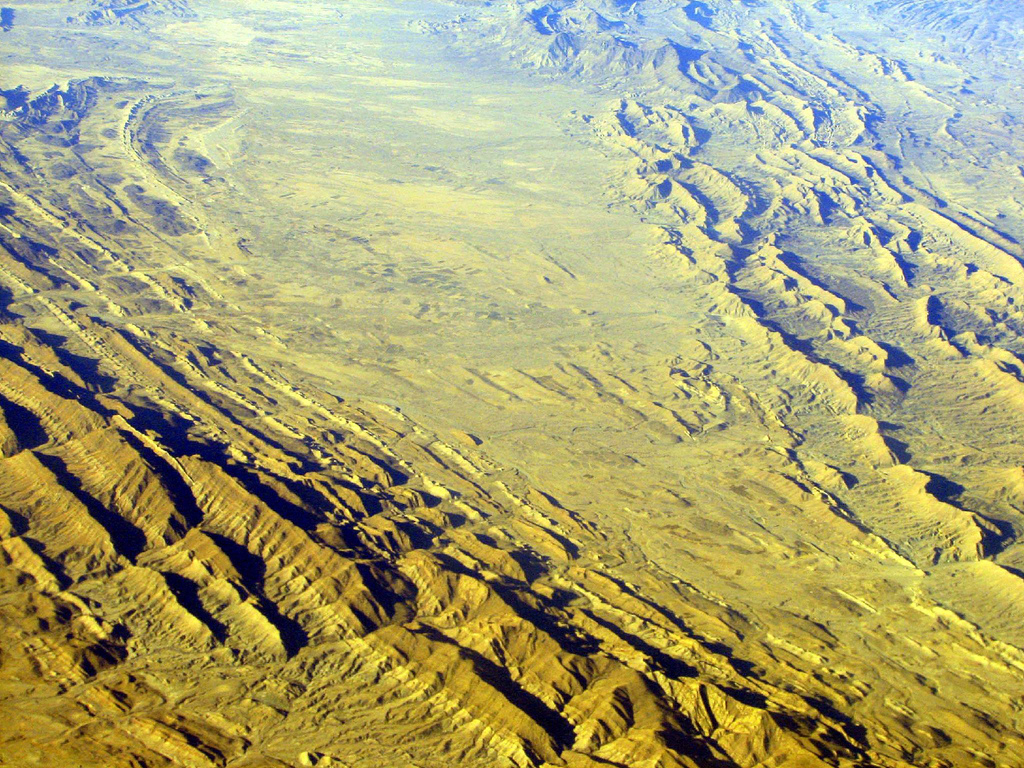
Der Zentral-Makran-Gebirgszug im Landesinneren

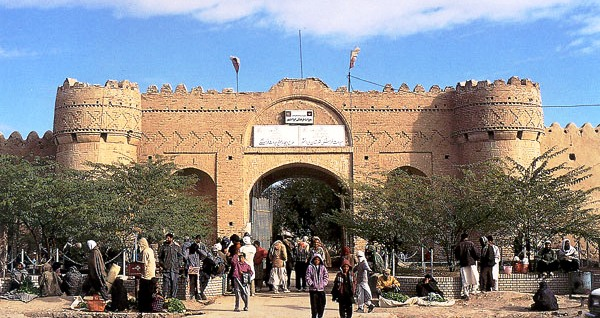
Die Naseri-Festung in Iranschahr

Sieht man von dem meist schmalen Küstenstreifen ab, ist Makran ein schwer zugängliches Hochland mit aridem Klima und mehreren über 150–220 km in ost-westlicher Richtung verlaufenden Gebirgsketten, von denen die drei größten der bis zu 1578 m hohe, auch Talar-e Band genannte Küsten-Makran-, der bis zu 2286 m hohe Zentral-Makran- und der bis zu 2060 m hohe Siyahan-Gebirgszug sind. Ersterer wird von zweitem durch das fruchtbare Ketsch-Tal mit dem urbanen Zentrum Turbat getrennt, zweiter von letzterem durch das Rachschan-Maschkel-Tal, in welchem Reis, Datteln und Getreide angebaut werden. Die wichtigsten Flüsse neben dem Ketsch heißen Dschagin, Gabrig, Sadetsch, Raptsch, Sarbaz und Nahang. Im iranischen Teil, unmittelbar östlich von Basch(a)kard (Baschgerd), erhebt sich das Makran-Gebirge bis auf 2093 m und fällt in die Dschaz-Muriyan-Senke ab. Die Siyahan-Kette (bei Saravan) kann als nördliche Grenze Makrans gelten; Hier schlossen bzw. schließen sich die historischen Regionen Turan und Sarhadd (im Süden Sistans) an, während im Westen Kirman und im Osten Sindh liegen.
Die größeren Städte des Inlands liegen heute, bis auf Turbat, im iranischen Teil Makrans: Zu nennen sind vor allem Nikschahr (früher Geh), Bampur und Irānschahr (früher Fahradsch), die Hauptstadt des gleichnamigen Schahrestan. Die Hauptstämme (der Belutschen), welche die Makran-Berge heute bewohnen, sind die Gitschki, Buledi, Hot, Bizendscho, Nouschervani, Mirwari, Rind, Rais, Landi, Kattawar, Kenagizay, Mullazay, Schirani, Mubaraki, Laschari, Ahurani, Dschadgal und Sardarzay.

## Geschichte
An der Makran-Küste wurden in Sutkagen-dor (bei Dschiwani am Dascht-Kaur) und Sochte-Koh (bei Pasni am Schadi-Kaur) zwei altertümliche Harappa-Siedlungen gefunden. Die archäologischen Fundstätten zeigen, dass es vermutlich zwischen 2500 und 1800 v. Chr. Handel zwischen Städten Harappas, Sumers und der Golfregion gegeben hat. Später wurde Makran vom Achämenidenkönig Kyros II. (559–530) erobert. Hauptstadt der persischen Satrapie wurde Pura, das wohl mit dem vierzig Kilometer westlich von Iranschahr gelegenen Bampur identisch ist. Während sein Admiral Nearchos an der Küste entlang segelte, marschierte Alexander der Große nach seinem verheerenden Indien-Feldzug 325 v. Chr. durch die Wüste Makrans, das damals unter der Bezeichnung Gedrosia bekannt wurde, und verlor dabei einen Großteil seiner Soldaten; ähnlich erging es im Jahre 1224 n. Chr. auch dem letzten Choresm-Schah Dschalal ad-Din.
In nachchristlicher Zeit war Makran u. a. eine (Sakastan/Sistan untergeordnete) Provinz des Sassanidenreiches, die sich von Tiz (siehe unten) und Fahradsch aus bis nach Daibul an die Indusmündung erstreckte; Von Schah Narseh ist überliefert, dass ihm bei seiner Thronbesteigung (293) ein „König Makrans“ huldigte. Die islamische Eroberung Makrans, bis zu der das Land unter dem kulturellen und religiösen Einfluss Indiens stand, erfolgte unter Umar ibn al-Chattab (ca. 644) und Muawiya I. (Expedition Ziyad ibn Abihis) von Kirman aus, doch bewahrte das Gebiet eine weitgehende Autonomie, an der auch in den folgenden Jahrhunderten kaum ein Fremdherrscher etwas ändern konnte (und wollte). Als Randprovinz des Umayyadenreiches diente die Region im Jahre 711 als Ausgangspunkt für Muhammad ibn al-Qasims Vorstoß ins benachbarte Sind.
Zur Zeit der Abbasiden entwickelte sich Makrans Haupthafenstadt Tiz (Ptolemäus’ Tesa; die Ruinen liegen wenige Kilometer nördlich von Tschahbahar) zu einem boomenden Zentrum im Seehandel zwischen dem Persischen Golf und Indien (den es mit dem Niedergang Hormus’ im 12. Jh. noch stärker anziehen sollte). Die zunächst offiziell von Kirman aus verwaltete Stadt wurde damals von Menschen ganz unterschiedlicher Herkunft bewohnt, bei denen es sich noch hauptsächlich um Nichtmuslime handelte. Laut al-Muqaddasi war Tiz von Palmenhainen umgeben und besaß neben großen Warenhäusern eine prächtige Moschee. Allgemein wird das politisch relativ unbedeutende Makran von mittelalterlichen Geographen jedoch als karg und dünn besiedelt beschreiben, das Hauptprodukt der Region war Zuckerrohr. Zu den Städten, die genannt (aber kaum beschrieben) werden, gehören neben Tiz: die Hauptstadt Fannazbur (heute Pandschgur), der Herrschersitz Kidsch (heute Ketsch), Bampur und Fahradsch (heute Iranschahr), Qasarqand, Dschalk, Dazak, Chwasch (heute Gwascht), Rask sowie Armabil und Qanbali an der Küste.
Um das Ende des 9. Jahrhunderts scheint Makran eine Hochburg der Charidschiten gewesen zu sein, die in der entlegenen Provinz Zuflucht suchten. Ab dem 10. Jh. regierte hier die Lokaldynastie der Maʿdāniden, deren Herrscher in Kidsch residierte und sich Maharadscha nennen ließ. Nachdem die Maʿdāniden unter ʿIsā ibn Maʿdān zunächst Vasallen der Saffariden geworden und 970–72 von dem u. a. nach Westmakran und gegen Tiz vorstoßenden Buyiden Adud ad-Daula bedroht gewesen waren, wurden sie in der zweiten Hälfte des 10. Jh. (wohl kurz nach 976/77) den Ghaznawiden tributpflichtig, deren Sultan Mahmud sich 1025–26 in Thronfolgestreitigkeiten einmischen konnte. Das Ende der Maʿdāniden kam, als Mahmuds Sohn, Sultan Masud I., 1030 eine Strafexpedition (unter Yusuf ibn Sebüktegin) nach Kidsch entsandte, die Stadt einnahm und mit Abu ’l-ʿAskar einen Günstling zum Regenten Makrans erhob. Die Ghaznawiden scheinen die Region dann bis zur Machtübernahme der Ghuriden kontrolliert zu haben. Unter Qawurd fiel Makran im 11. Jh. an die Kirman-Seldschuken, bevor es im 13. Jh. erst zum Reich der Choresm-Schahs gehörte und anschließend von den Mongolen unter Tschagatai invadiert wurde. Wenig später segelte Marco Polo die Makran-Küste entlang, die von ihm Kesmacoran („Ketsch-Makran“) genannt, zu Indien gezählt und in Hinblick auf Handel und Landwirtschaft keineswegs als arm beschrieben wird. Der Herrscher des – damals zunehmend von persischen Belutschen besiedelten – Landes soll nach wie vor von Ketsch aus regiert haben.
Nachdem laut Ibn Battuta im frühen 14. Jh. ein gewisser Malik Dinar den Tod des Ilchans Abu Said (1335) genutzt hatte, um die Herrschaft über Makran zu erlangen, wurde das Gebiet ab dem 15. Jahrhundert von den Großmoguln beherrscht. Später gehörte es zeitweilig zum Britischen Empire, wurde abwechselnd von einheimischen Zikri-Familien, den iranischen Kadscharen und als ein Sultanat regiert. Nach dem Entstehen Pakistans (1947) wurde das östliche Makran, das damals noch Teil des Fürstenstaats von Kalat war, zu einem Distrikt der Provinz Belutschistan und später mehrmals in kleinere Verwaltungsgebiete unterteilt. Die Grenze zwischen dem iranischen Makran und der erst britischen, dann pakistanischen Provinz Belutschistan war von der Anglopersischen Grenzkommission 1870–72 festgelegt worden.